# Гвардијаређа
Гвардијаређа (итал. Guardiaregia) је насеље у Италији у округу Кампобасо, региону Молизе.
Према процени из 2011. у насељу је живело 453 становника. Насеље се налази на надморској висини од 715 м.

## Становништво
| 1936. | 1951. | 1961. | 1971. | 1981. | 1991. | 2001. | 2011. |
| ----- | ----- | ----- | ----- | ----- | ----- | ----- | ----- |
| 2.285 | 2.458 | 1.559 | 1.052 | 983   | 855   | 783   | 787   |